# Soho

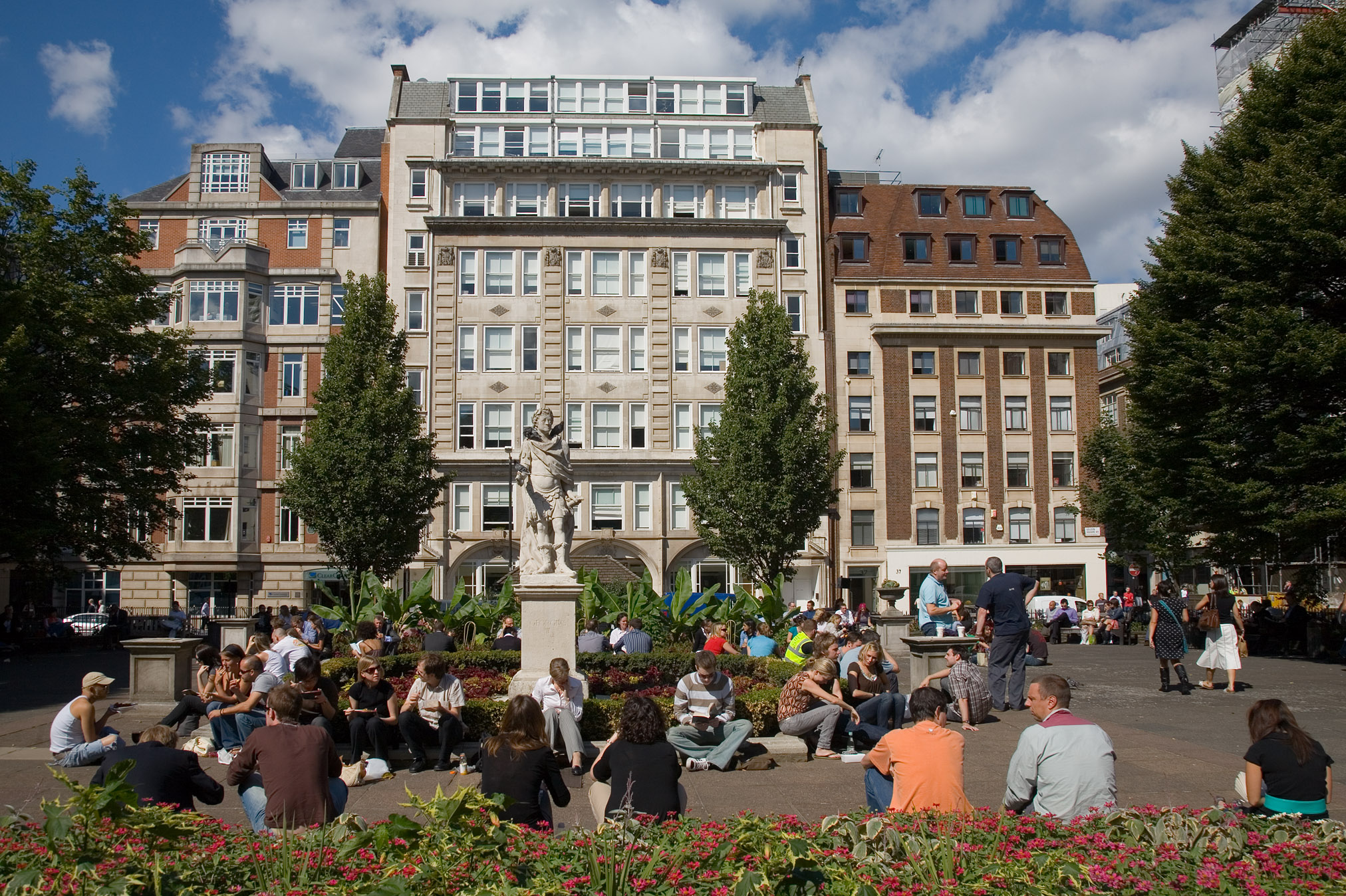
Golden Square, no Soho, em 2006

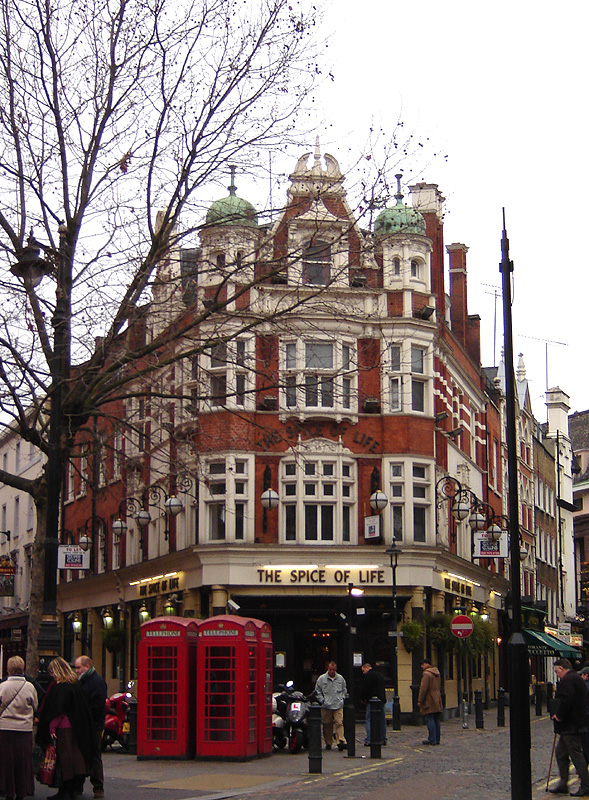

Soho  é uma região na Cidade de Westminster, na Região de Londres, na Inglaterra.
É um distrito de entretenimento que, durante a última parte do século XX, adquiriu certa reputação devido aos seus sex shops e por sua vida noturna, assim como à indústria cinematográfica. 
Desde o início da década de 1980 a área passou por uma transformação considerável, e é atualmente um distrito moderno, com restaurantes finos e escritórios de empresas da mídia, com alguns poucos estabelecimentos ainda ligados à chamada indústria do sexo no lado oeste da área..
A área foi desenvolvida a partir de terras agrícolas por Henrique VIII em 1536, quando se tornou um parque real. Tornou-se uma paróquia por direito próprio no final do século XVII, quando os edifícios começaram a ser desenvolvidos para a classe alta, incluindo a construção da Praça Soho na década de 1680. A Igreja de Santa Ana foi fundada no final do século XVII e continua sendo um marco local significativo; outras igrejas são a Igreja de Nossa Senhora da Assunção e a Igreja de São Gregório e São Patrício na Praça do Soho. A aristocracia se afastou principalmente em meados do século XIX, quando o Soho foi particularmente atingido por um surto de cólera em 1854. Durante grande parte do século XX, o Soho teve uma reputação como base para a indústria do sexo, além de sua vida noturna. e sua localização para a sede das principais empresas de cinema. Desde a década de 1980, a área passou por considerável gentrificação. Hoje é predominantemente um distrito da moda de restaurantes de luxo e escritórios de mídia, com apenas um pequeno remanescente de locais da indústria do sexo. A comunidade gay de Londres está centrada na Old Compton Street, no Soho.
A reputação da Soho como um importante distrito de entretenimento de Londres decorre de teatros como o Windmill Theatre na Great Windmill Street e a Raymond Revuebar, de propriedade do empresário Paul Raymond, e clubes de música como o 2i's Coffee Bar e o Marquee Club. O Trident Studios estava sediado no Soho, e a vizinha Denmark Street abrigou inúmeras editoras de música e lojas de instrumentos a partir do século XX. A indústria cinematográfica britânica independente está centrada no Soho, incluindo a sede britânica da Twentieth Century Fox e os escritórios do British Board of Film Classification. A área é popular para restaurantes desde o século XIX, incluindo o Kettner's de longa data, visitado por inúmeras celebridades. Perto de Soho fica a Chinatown de Londres, centralizada na Gerrard Street e contendo vários restaurantes.